# بیلبائو
بیلبائو شهری است در شمال اسپانیا. این شهر بزرگ‌ترین شهر سرزمین باسک و پایتخت استان بیسکای با ۳۵۳٬۹۵۰ نفر (۲۰۰۶) جمعیت و ۴۱٫۳ کیلومترمربع مساحت است. یکی از موزه‌های گوگنهایم در این شهر قرار دارد. بنای این موزه که فرانک گری آن را طرح کرده از دیدنی‌ترین کارهای معماری قرن بیستم است
بیلبائو (Bilbao، تلفظ: بیلباو، در زبان باسکی: Bilbo، تلفظ: بیلبُ) شهری در شمال اسپانیا است و بزرگ‌ترین شهر استان بیسکای و به‌طور کلی کشور باسک (منطقه بزرگ‌تر) به‌شمار می‌رود. همچنین بیلبائو پرجمعیت‌ترین شهر در شمال اسپانیا است و در میان شهرهای اسپانیا در جایگاه یازدهم از نظر جمعیت قرار دارد؛ جمعیت آن در سال ۲۰۲۴ برابر با ۳۴۷٬۳۴۲ نفر برآورد شده‌است. منطقه کلان‌شهری بیلبائو با جمعیتی بیش از ۱٬۰۳۷٬۸۰۰ نفر، پرجمعیت‌ترین کلان‌شهر در شمال اسپانیا به‌حساب می‌آید. ناحیهٔ کلان‌شهر بیلبائو از نظر شهری‌بودن، پنجمین ناحیهٔ بزرگ در اسپانیاست. بیلبائو همچنین هستهٔ اصلی منطقهٔ تعریف‌شدهٔ کشور باسک (منطقه بزرگ‌تر) است.
بیلبائو در شمال‌مرکز اسپانیا و در حدود ۱۶ کیلومتری جنوب خلیج بیسکای واقع شده، جایی که در آن، خور بیلبائو شکل می‌گیرد و توسعهٔ اقتصادی و اجتماعی منطقه متمرکز است. هستهٔ شهری اصلی شهر، با دو رشته‌کوه کوچک احاطه شده‌است که به‌طور میانگین حدود ۴۰۰ متر ارتفاع دارند. آب‌وهوای این منطقه تحت تأثیر سامانه‌های کم‌فشار دریای کانتابری و جریان هوای معتدل قرار دارد و در مقایسه با معیارهای رایج در شبه‌جزیره ایبری، تابستان‌های معتدل‌تر، آفتاب کمتر و بارندگی بیشتر دارد. دامنهٔ سالانهٔ دمای هوا نیز نسبت به عرض جغرافیایی آن، کم است.
شهر بیلبائو، مرکز استان بیسکای در شمال اسپانیا، نمونه‌ای الهام‌بخش از دگرگونی شهری در دوران معاصر است. این شهر که زمانی بندری صنعتی و آلوده با اقتصادی وابسته به صنایع سنگین و کشتی‌سازی بود، در دههٔ ۱۹۹۰ با گشایش موزه گوگنهایم بیلبائو به نمادی جهانی از نوسازی فرهنگی و شهری بدل شد؛ روندی که بعدها به «اثر گوگنهایم» شهرت یافت. این موزه که در سال ۲۰۲۴ بیش از ۱٫۳ میلیون بازدیدکننده داشته، نه‌تنها قطب گردشگری بیلبائو بلکه یکی از نخستین نهادهای فرهنگی اروپا به‌شمار می‌رود که اثر کربن خود را محاسبه کرده و در مسیر پایداری زیست‌محیطی گام برداشته است.
بیلبائو با وسعتی نزدیک به ۴۲ کیلومتر مربع، شهری فشرده اما سرشار از تنوع فرهنگی و معماری است. در آن می‌توان آثار معماری گوناگونی از دوره‌های گوتیک، آرت‌نوو، آرت دکو و مدرن را یافت. محلهٔ قدیمی شهر، میزبان کلیسای جامع سانتیاگو و کلیسای سنت آنتون است، درحالی‌که در بخش‌های جدیدتر، پل‌های نمادینی چون زوبیزوری، اثر سانتیاگو کالاتراوا، و پل لاسالوه با تزئینات هنرمند فرانسوی، دنیل بورن، قرار دارند.
یکی از جذاب‌ترین مناطق شهر، محلهٔ «ایرالاباری» است که به‌دلیل خانه‌های رنگارنگ و معماری خاصش به «ناتینگهیل باسک» شهرت یافته و به مقصدی محبوب در شبکه‌های اجتماعی بدل شده است. در کنار آن، بازار سرپوشیدهٔ «لا ریبرا» (Mercado de la Ribera) نه‌تنها از نظر وسعت یکی از بزرگ‌ترین‌های اروپاست، بلکه قلب تپندهٔ فرهنگ غذایی بیلبائو نیز هست. بر اساس ارزیابی نشریه تایمز در سال ۲۰۲۵، بیلبائو بهترین شهر اسپانیا برای تجربه غذا معرفی شد؛ جایی که «خوردن خوب، نه تجمل، که یک شیوهٔ زندگی است».
بیلبائو همچنین شهری دوستدار محیط‌زیست به‌شمار می‌رود. در سال ۲۰۲۴، هر شهروند به‌طور میانگین ۲۶٫۵ کیلوگرم شیشه بازیافت کرده‌است؛ آماری که آن را در زمرهٔ برترین شهرهای اسپانیا از نظر بازیافت قرار داده و مخزن شیشه‌ای در میدان انساهه (Plaza del Ensanche) عنوان «بهره‌ورترین مخزن بازیافت کشور» را از آن خود کرده است.
در سطح جهانی نیز، بیلبائو به‌عنوان «شهر طراحی» توسط یونسکو در سال ۲۰۱۴ شناخته شد و در سال‌های بعد نیز جوایز مختلفی چون جایزهٔ جهانی شهر لی کوآن یو (۲۰۱۰) و عنوان بهترین شهر اروپایی در حوزهٔ طراحی شهری (۲۰۱۸) را کسب کرده است.
بیلبائو با اینکه شهری کوچک از نظر مساحت است، اما به‌دلیل هویت فرهنگی، معماری خلاقانه، پویایی اجتماعی و توجه به محیط‌زیست، چهره‌ای جهانی یافته و نمونه‌ای شاخص از یک شهر موفق در دوران پساصنعتی به‌شمار می‌رود.
بیلبائو در اواخر سدهٔ سیزدهم میلادی به‌دست دیگو لوپس پنجم د هارو، رئیس خاندان بانفوذ هارو بنیان‌گذاری شد. از آن زمان، این شهر یکی از کانون‌های بازرگانی کشور باسک بود که در چارچوب تاج کاستیا اهمیت فراوانی یافت. این جایگاه به‌سبب فعالیت بندری پررونق شهر در زمینهٔ صادرات پشم و سنگ آهن استخراج‌شده از معادن بیسکای به سراسر اروپا به‌دست آمد.
در سدهٔ نوزدهم و آغاز سدهٔ بیستم، بیلبائو دچار صنعتی‌سازی گسترده‌ای شد و به دومین منطقهٔ صنعتی مهم اسپانیا (پس از بارسلون) بدل گشت. هم‌زمان، انفجار جمعیتی بی‌سابقه‌ای رخ داد که باعث شد شهرداری‌های اطراف به بیلبائو ملحق شوند. امروزه، بیلبائو شهری زنده با محوریت بخش خدمات است و فرایند نوسازی اجتماعی، اقتصادی و زیبایی‌شناختی آن همچنان ادامه دارد. این دگرگونی با موزهٔ نمادین گوگنهایم آغاز شد و با سرمایه‌گذاری‌های زیربنایی، از جمله ترمینال فرودگاه بیلبائو، مترو بیلبائو، تراموا، مرکز فرهنگی آزکونا و پروژه‌های نوسازی شهری آبان‌دوئیبارا و ثروثائوره ادامه یافته‌است.
بیلبائو همچنین میزبان باشگاه فوتبال اتلتیک بیلبائو است؛ باشگاهی که به‌دلیل سیاست استفاده از بازیکنان صرفاً باسکی، به نماد مهمی برای ملی‌گرایی باسک بدل شده و یکی از موفق‌ترین باشگاه‌های تاریخ فوتبال اسپانیا به شمار می‌رود.
در ۱۹ مهٔ ۲۰۱۰، شهر بیلبائو برندهٔ جایزه جهانی شهر لی کوآن یو شد که از سوی دولت سنگاپور اهدا می‌شود و به «نوبل شهرسازی» شهرت دارد. در ۷ ژانویهٔ ۲۰۱۳، شهردار وقت بیلبائو، ییاکی آسکونا، به‌دلیل نقش رهبری در دگرگونی شهری این شهر، برندهٔ جایزهٔ شهردار جهانی شد که هر دو سال یک‌بار از سوی بنیاد City Mayors به شهرداران برجستهٔ جهان اعطا می‌شود. همچنین در ۸ نوامبر ۲۰۱۷، بیلبائو به‌عنوان بهترین شهر اروپا در سال ۲۰۱۸ از سوی آکادمی شهرسازی برگزیده شد.

## نام‌شناسی و نمادها
نام رسمی این شهر بیلبائو است، همان‌گونه که در بیشتر زبان‌های جهان شناخته می‌شود. اوسکالتزایندیا، نهاد رسمی قانون‌گذار برای زبان باسکی، پذیرفته است که از میان دو نام موجود در زبان باسکی، «بیلبائو» و «بیلبو»، نام تاریخی «بیلبو» است، درحالی‌که «بیلبائو» نام رسمی به‌شمار می‌رود. با اینکه واژهٔ «بیلبو» در اسناد کهن دیده نمی‌شود، در نمایش‌نامهٔ زنان شوخ‌طبع ویندزور اثر ویلیام شکسپیر به شمشیرهایی اشاره شده که احتمالاً از آهن بیسکای ساخته شده‌اند و آن‌ها را «بیلبوها» نامیده، که نشان می‌دهد این واژه دست‌کم از سدهٔ شانزدهم میلادی به‌کار رفته است.
میان تاریخ‌نگاران دربارهٔ منشأ نام بیلبائو اتفاق‌نظر وجود ندارد. بنا بر روایت پذیرفته‌شده، پیش از سدهٔ دوازدهم میلادی، حاکمان مستقل منطقه که با عنوان اربابان زوبیالدئا شناخته می‌شدند، به نام اربابان «بیلبائوی کهن» نیز شناخته می‌شدند. نمادهای میراث آن‌ها، یعنی برج و کلیسا، هنوز هم در نشان رسمی بیلبائو دیده می‌شوند. یکی از پیشنهادهای مربوط به منشأ نام را مهندسی به‌نام اِواریستو دِ چوروکا ارائه کرد. او گفت در زبان باسکی رسم بر آن است که مکان‌ها بر پایه موقعیتشان نام‌گذاری شوند و برای بیلبائو ترکیب سه واژهٔ «بیل» (رود)، «ایبایا» (آب‌راه) و «بائو» (خلیج کوچک) یعنی «بیل-ایبایا-بائو» به این صورت مطرح شده است. تاریخ‌نگار، خوزه توسل گومس، می‌گوید این نام تنها نتیجهٔ فرگشت طبیعی عبارت اسپانیایی bello vado (به‌معنای «گذرگاه زیبا») است. در مقابل، نویسنده‌ای به‌نام اِستبان کاله ایتورینو، منشأ نام را نه خود خور، بلکه به دو سکونتگاه واقع در دو سوی خور نسبت می‌دهد: نخست، جایی که اکنون کاسکو بیخو (مرکز قدیمی شهر) است، به دلیل شکل‌گیری خانه‌ها، billa نامیده می‌شده که در باسکی به‌معنای «روی‌هم‌انباشته» است، و دوم، در کرانهٔ چپ، جایی که اکنون بیلبائوی قدیم است، vaho (به معنای مه یا بخار در اسپانیایی) نامیده می‌شده است. ترکیب این دو واژه به شکل بیلبائو درآمده‌است، که در منشور شهری به شکل‌هایی مانند Bilvao و Biluao نیز ثبت شده‌است. پایانهٔ «-ao» همچنین در نام‌هایی مانند سستائو و اوگائو در نزدیکی بیلبائو دیده می‌شود که می‌تواند از واژهٔ باسکی «آهو» (دهانه) گرفته شده باشد.

### نام ساکنان
شهروندان بیلبائو در زبان اسپانیایی با واژهٔ «bilbaíno/a» نامیده می‌شوند، هرچند تلفظ «bilbaino/a» نیز رایج است. در زبان باسکی، واژهٔ «bilbotar» به‌کار می‌رود که گاه در اسپانیایی هم استفاده می‌شود، به‌ویژه در منطقهٔ باسک. اهالی بیلبائو شهر خود را با محبت «botxo» می‌نامند، به‌معنای «چاله»، زیرا از همه‌سو با کوه‌ها احاطه شده است. واژهٔ «botxero» نیز از این لقب گرفته شده است. لقب دیگر بیلبائو «chimbos» است، برگرفته از نام پرندگانی که در سدهٔ نوزدهم به‌شمار زیاد در این منطقه شکار می‌شدند.
نمادهای رسمی شامل لقب‌ها، پرچم و نشان رسمی شهر بیلبائو است که بخشی از میراث تاریخی آن را تشکیل می‌دهد و در آیین‌های رسمی، شناسایی مکان‌ها یا اعتبارسنجی اسناد به‌کار می‌روند.

### لقب‌ها
بیلبائو از نظر تاریخی در ردهٔ «شهرک» (villa) قرار دارد و لقب‌های «بسیار نجیب و بسیار وفادار و شکست‌ناپذیر» (Muy Noble y Muy Leal e Invicta) را یدک می‌کشد. در ۲۰ سپتامبر ۱۴۷۵، پادشاهان کاتولیک لقب «شهرک نجیب» را به آن دادند. در سال ۱۶۰۳، فیلیپ سوم اسپانیا در نامه‌ای لقب «بسیار نجیب و بسیار وفادار» را به بیلبائو اعطا کرد. پس از محاصره بیلبائو در جنگ اول کارلیستی، در ۲۵ دسامبر ۱۸۳۶ لقب «شکست‌ناپذیر» به آن افزوده شد.

### نشان شهر
نشان رسمی شهر چنین توصیف شده است:
در زمینه‌ای نقره‌ای، پلی با دو دهانه دیده می‌شود، که کلیسای آنتوان مقدس به آن افزوده شده و در سمت چپ آن دو گرگ سیاه‌رنگ به‌صورت ایستاده در حال حرکت هستند، در بالای موج‌هایی به رنگ آبی و نقره‌ای.

نشان رسمی بیلبائو

این نشان ریشه در سدهٔ چهاردهم میلادی دارد و از آن زمان تاکنون، نمادهایش بدون تغییر باقی مانده‌اند، هرچند نحوهٔ طراحی آن بسته به کاربرد تغییر کرده است. پایداری این نشان به دلیل نمادهایی است که در آن آمده‌اند: خور قابل کشتیرانی و پل سنگی که پیش از بنیان‌گذاری شهر وجود داشته‌اند، و دو گرگ، که برگرفته از نشان خانوادگی بنیان‌گذار شهر، دیه‌گو لوپس دِ هارو (پسر دیه‌گو لوپه دیاس دِ هارو) هستند. واژهٔ «لوپه» از لاتین Lupus به معنی گرگ آمده است. شوراهای شهر بعدها قلعه‌ای که از پل پاسداری می‌کرد را نیز به نشان افزودند، اما پس از آن‌که در سال ۱۳۶۶ این قلعه ویران شد، کلیسای آنتوان مقدس به‌جای آن ساخته و در سال ۱۴۳۳ گشایش یافت و به‌جای آن در نشان جای گرفت.

### پرچم
پرچم شهر بیلبائو سفیدرنگ با بخشی قرمزرنگ است، در نسبتی برابر با سه قسمت طول به دو قسمت عرض. رنگ‌های قرمز و سفید، رنگ‌های تاریخی این شهر هستند.
دستور سلطنتی مورخ ۳۰ ژوئیه ۱۸۴۵ نشان دریایی جمعیت شهر را تعیین کرد: پرچمی سفیدرنگ با مربع قرمز در گوشهٔ بالای کنار چوب. ضلع مربع باید برابر با نیمی از پهنای پرچم باشد. پیش از این، دست‌کم از سال ۱۵۱۱، پرچمی که «کنسولگری بیلبائو» برمی‌افراشت، سفیدرنگ با صلیب قرمز بورگونیایی بود. رابطهٔ نزدیک میان شهر و فعالیت‌های بازرگانی و دریایی به‌گونه‌ای بود که آن‌ها حتی در ساختمان مشترکی مستقر بودند. در سال ۱۶۰۳ ساختمان جدید شورای شهر گشایش یافت که مقر شهرداری و کنسولگری بیلبائو در آن مستقر شدند. همین رابطهٔ نزدیک باعث شد که پرچم کنسولگری، نزد مردم، به‌عنوان پرچم شهر شناخته شود.
تعریف پرچم دریایی در سال ۱۸۴۵ مورد پذیرش شهروندان قرار گرفت و شورای شهر نیز آن را پذیرفت. در مراسم گشایش خط آهن بیلبائو–میراندا دِ اِبرو، این پرچم برای نمایندگی شهر به‌کار رفت و از سال ۱۸۹۵ به‌طور دائم به‌کار گرفته شد، هرچند هیچ تصمیم رسمی در این باره اتخاذ نشده است.
با وجود پذیرش همیشگی این پرچم از سوی شهروندان و نهاد شهرداری، در آغاز سدهٔ بیستم در شورای شهر دربارهٔ تعیین رسمی پرچم شهر بحث شد. از «استفاده از رنگ قرمز ارباب‌نشین بیسکای» یا «صلیب اندرو قدیس» سخن گفته شد، اما هیچ تصمیم رسمی اتخاذ نشد.

## تاریخچه

### پیشاتاریخ
نشانه‌هایی از سکونت انسان در تپهٔ مالماسین یافت شده که به حدود سدهٔ سوم یا دوم پیش از میلاد برمی‌گردند. همچنین گورستان‌هایی با قدمتی در حدود ۶٬۰۰۰ سال در کوه‌های آورریل و آرتشاندا کشف شده‌اند. برخی پژوهشگران شهر کهن بیلبائو را با «Amanun Portus» که پلینی بزرگ ذکر کرده یا با «Flaviobriga» در آثار بطلمیوس یکسان دانسته‌اند.

### بیلبائو در سده‌های میانه

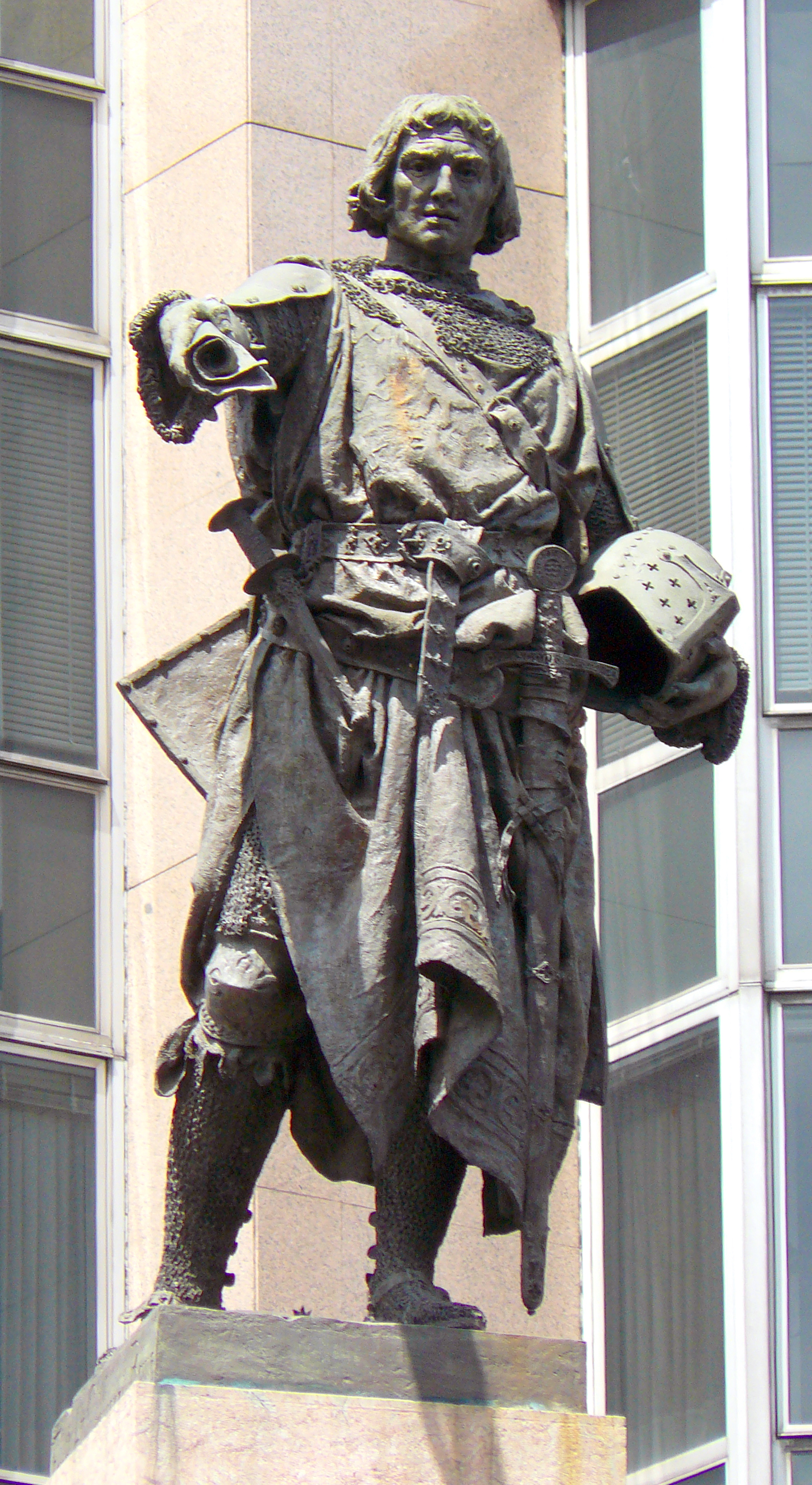
تندیس دیه‌گو لوپس پنجم د هارو، بنیان‌گذار شهر

آثار دیوارهایی باستانی در زیر کلیسای سن آنتون کشف شده‌اند که قدمت آن‌ها به حدود سدهٔ یازدهم میلادی بازمی‌گردد. بیلبائو یکی از نخستین شهرهایی بود که در سدهٔ چهاردهم میلادی بنیان نهاده شد، در دوره‌ای که تقریباً سه‌چهارم از شهرهای بیسکای در همان زمان شکل گرفتند، از جمله پرتوگالته در ۱۳۲۳، اونداروا در ۱۳۲۷، لکئیتیو در ۱۳۳۵، و مونگیا و لارابئتسو در ۱۳۷۶.
دیه‌گو لوپس پنجم د هارو، سومین ارباب بیسکای، شهر بیلبائو را با منشور شهری‌ای که در وایادولید در ۱۵ ژوئن ۱۳۰۰ صادر شد بنیان نهاد، و فردیناند چهارم کاستیا آن را در بورگوس در ۴ ژانویهٔ ۱۳۰۱ تأیید کرد. دیه‌گو لوپس شهر را در کرانهٔ راست رود نرْبیون و در محدودهٔ الیساتهی بگوئینیا بنیان نهاد و به آن «فوئرو»ی لوگرونیو را اعطا کرد؛ مجموعه‌ای از حقوق و امتیازاتی که در رشد آیندهٔ شهر نقش بسزایی داشت.
در سال ۱۳۱۰، ماریا دیاس یکم د هارو، خواهرزادهٔ دیه‌گو لوپس و بانوی بیسکای، منشور جدیدی به شهر داد که دامنهٔ امتیازات بازرگانی آن را گسترش داد و باعث شد بیلبائو به ایستگاهی اجباری برای تمامی کاروان‌هایی شود که از کاستیا به سوی دریا حرکت می‌کردند. این منشور مقرر می‌کرد که راه بازرگانی میان اوردونیا و برمئو که آن زمان مهم‌ترین مسیر بازرگانی منطقه بود، باید از پل سن آنتون در بیلبائو بگذرد و نه از گذرگاه اچباری که تا آن زمان مسیر اصلی بود. این تصمیم، موقعیت بیلبائو را به‌عنوان گذرگاه بازرگانی تقویت کرد و به زیان برمئو بود که تا آن زمان بندر اصلی منطقه محسوب می‌شد.
افزون بر این، بیلبائو حق انحصاری تمام تجارت میان شهر و لاس آرِناس را به دست آورد. در سال ۱۳۷۲، خوان یکم کاستیا با اعطای عنوان «بندر آزاد» به شهر، موقعیت آن را بیشتر تقویت کرد و امتیازات ویژه‌ای در زمینهٔ تجارت آهن برایش قائل شد. این امر باعث شد بیلبائو به بندری مهم بدل شود، به‌ویژه در تجارت با فلاندر و بریتانیا.
در سال ۱۴۴۳، کلیسای آنتوان قدیس در محل دژ قدیمی شهر ساخته و تقدیس شد. این کلیسا یکی از کهن‌ترین بناهای پابرجای شهر است. در ۵ سپتامبر ۱۴۸۳، ایزابلا یکم کاستیا به بیلبائو آمد تا به قوانین محلی ارباب‌نشین بیسکای سوگند وفاداری یاد کند. شوهر او، فردیناند دوم آراگون، این سوگند را پیش‌تر در سال ۱۴۷۶ در گرنیکا ادا کرده بود.

### دوران نوین

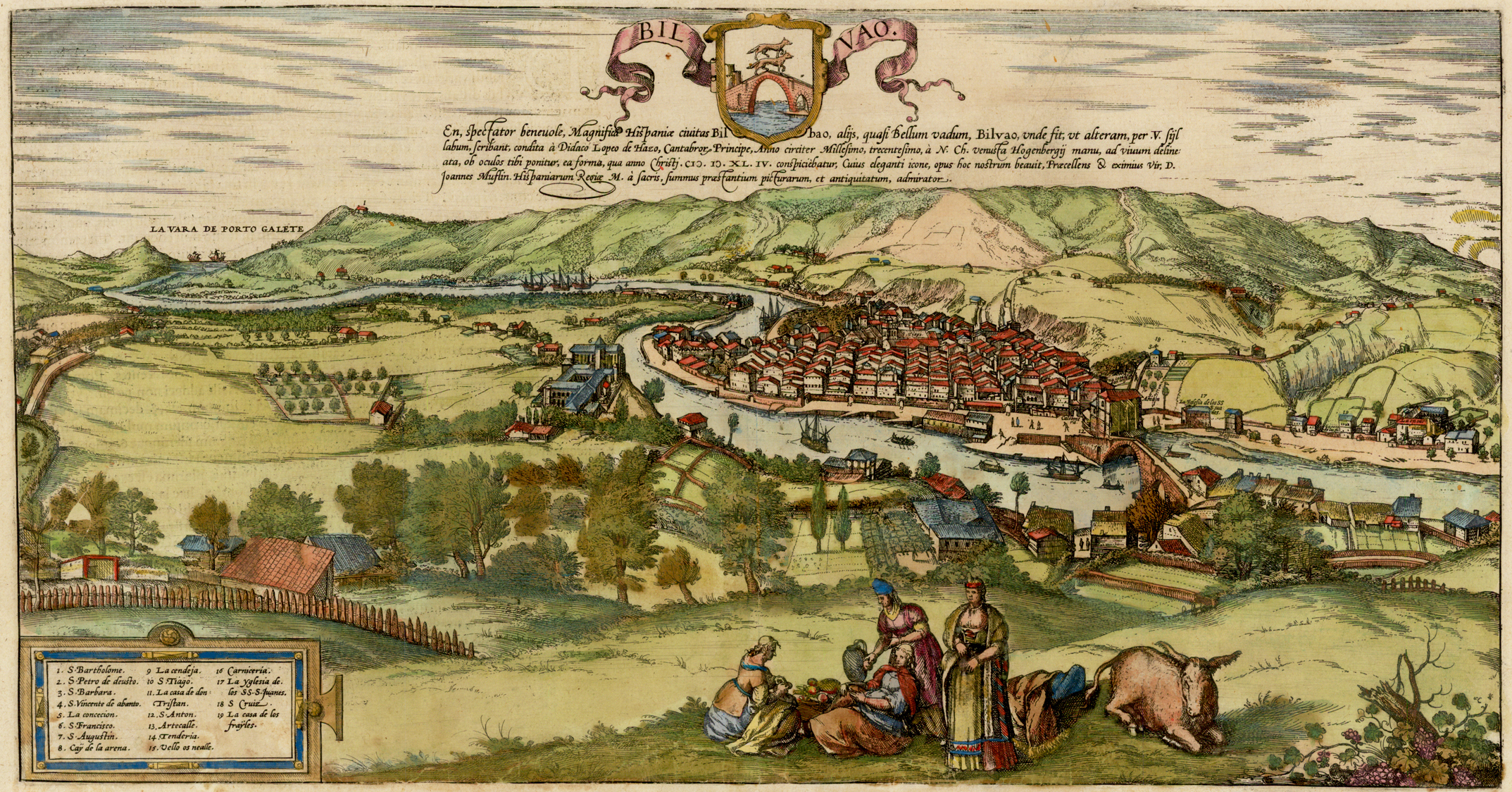
نخستین نگارهٔ چاپی از شهر، اثر فرانتس هوهنبرگ، ۱۵۴۴

در ۲۱ ژوئن ۱۵۱۱، خوانای کاستیا، ملکه اسپانیا، فرمان تأسیس کنسولگری دریایی بیلبائو را صادر کرد. این نهاد در طول چند سده مهم‌ترین نهاد شهری بود و اختیار مدیریت خور و بهبود زیرساخت‌های آن را به دست گرفت. زیر نظر کنسولگری، بندر بیلبائو به یکی از مهم‌ترین بنادر پادشاهی بدل شد.
نخستین چاپخانه در سال ۱۵۷۷ به شهر آورده شد. در سال ۱۵۹۶، نخستین کتاب به زبان باسکی در بیلبائو با نام تعالیم مسیحی به زبان عامیانه و باسکی نوشتهٔ دکتر بتولاثا به چاپ رسید.
در سال ۱۶۰۲، بیلبائو پایتخت بیسکای شد، مقامی که پیش‌تر در اختیار شهر برمئو بود.
در حدود سال ۱۶۳۱، شهر شاهد شورش‌هایی در اعتراض به مالیات جدید بر نمک بود که تاج سلطنتی آن را وضع کرده بود. این واقعه که به «شورش نمک» یا «ماچینادا» مشهور است، با اعدام چند تن از رهبرانش پایان یافت.
ثروت شهر پیوسته افزایش می‌یافت، به‌ویژه پس از کشف ذخایر بزرگ آهن در کوه‌های اطراف. بیلبائو در پایان این سده توانست بحران‌های اقتصادی رایج در پادشاهی را پشت سر بگذارد، به‌ویژه به‌سبب رونق تجارت پشم (که به‌جای سانتاندر از بندر بیلبائو صادر می‌شد) و همچنین تجارت سنگ‌آهن با انگلستان و هلند.

### بیلبائوی معاصر

#### یورش ناپلئونی و جنگ‌های کارلیستی

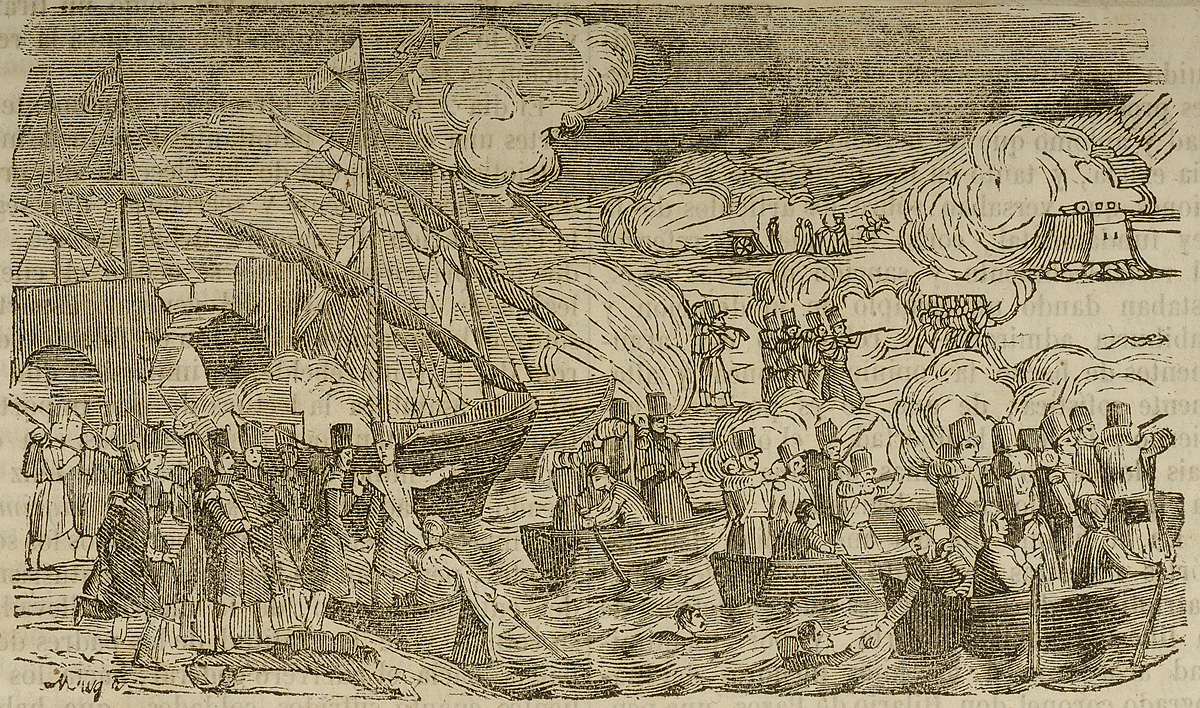
نبرد لوچانا

در جریان یورش امپراتوری نخست فرانسه به اسپانیا، چندین شهر باسک به اشغال فرانسوی‌ها درآمدند، اما بیلبائو جزو آن‌ها نبود. نخستین خیزش علنی علیه پادشاهی اسپانیا تحت حاکمیت ژوزف بناپارت در ۶ اوت ۱۸۰۸، یک ماه پس از نبرد بایلن رخ داد. در ۱۶ اوت، نیروهای فرانسوی شهر را به همراه شهرک‌های همسایه یعنی دئوستو و بگونیا محاصره کرده و غارت کردند. از فوریهٔ ۱۸۱۰، شهر تحت فرماندهی پیر توونو، ژنرال ارتش فرانسه و یکی از اشراف‌زادگان امپراتوری قرار گرفت که رئیس حکومت نظامی «ویسکایا» شده بود؛ منطقه‌ای که شامل سه استان باسک می‌شد. توونو قصد داشت طرح الحاق کامل استان‌های باسک به فرانسه را اجرا کند، اما جنگ شبه‌جزیره و در نهایت نبرد ویتوریا، این طرح‌ها را غیرممکن کرد.

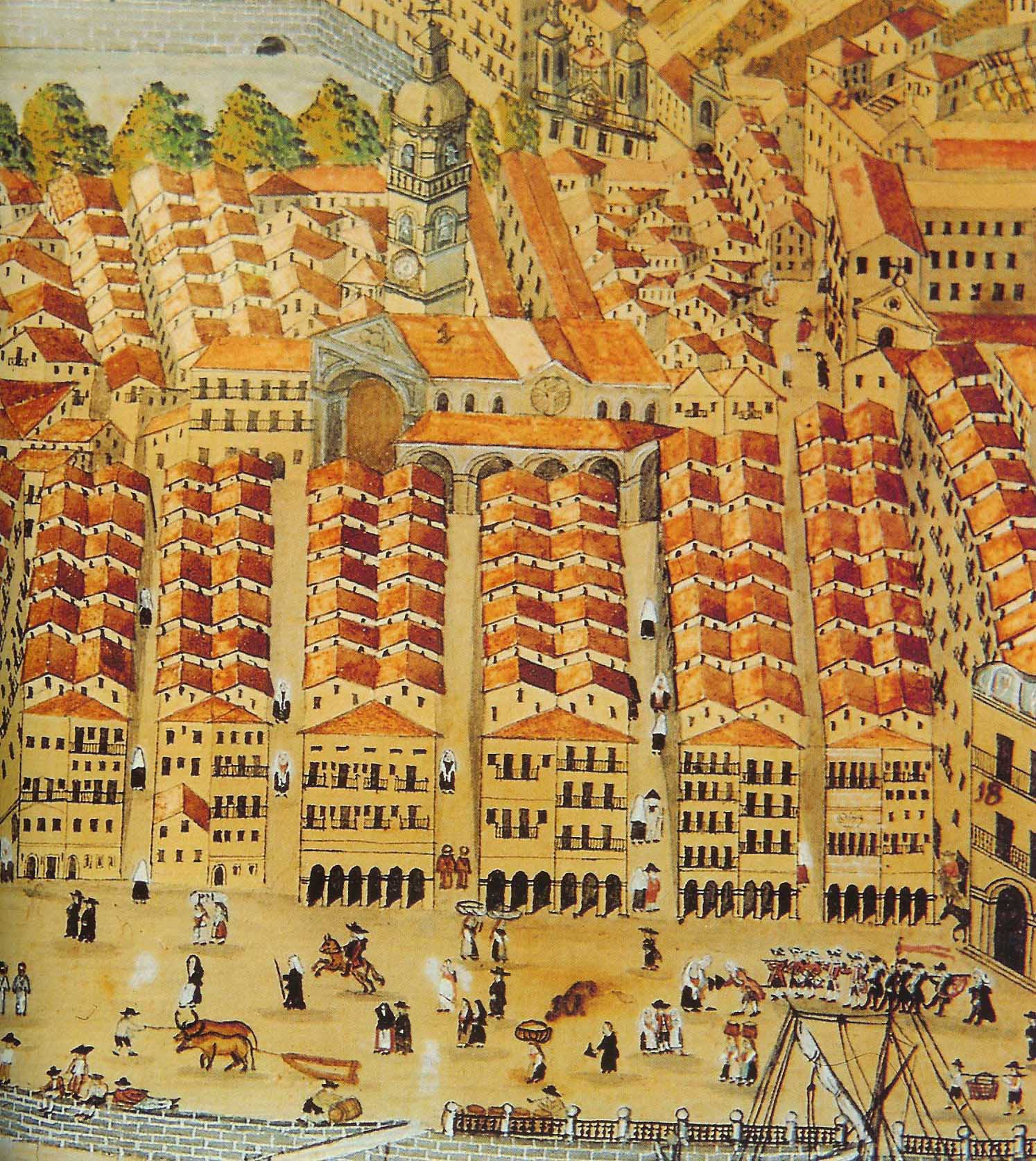
تصویری از شهر در قرن هجدهم

کشور باسک یکی از صحنه‌های اصلی نبردها در نخستین جنگ کارلیستی بود، جنگی داخلی میان هواداران نایب‌السلطنهٔ اسپانیا، ماریا کریستینا (لیبرال‌ها) و هواداران شاهزاده کارلوس، کنت مولینا (کارلیست‌ها)، برادر پادشاه پیشین. کارلیست‌ها به‌ویژه در تلاش برای تصرف بیلبائو بودند، شهری لیبرال و کانون اقتصادی در شمال اسپانیا. ژنرال کارلیست، توماس ده زومالاکارِگی، در جریان محاصرهٔ بیلبائو در سال ۱۸۳۵ تلاش کرد شهر را تصرف کند، اما در نبردی در نزدیکی بگونیا زخمی شد و کمی بعد در شهر زگاما درگذشت. سال بعد، شهر در برابر دومین محاصره مقاومت کرد، محاصره‌ای که طی آن ژنرال لیبرال، بالدومرو اسپارته‌رو، شاهزاده وِرگارا، کارلیست‌ها را در نبرد لوچانا شکست داد. بیلبائو از آسیب دومین جنگ کارلیستی در امان ماند، زیرا این جنگ عمدتاً در کاتالونیا رخ داد، اما در سومین جنگ کارلیستی بار دیگر به صحنهٔ مهمی بدل شد. در آوریل ۱۸۷۴، شهر برای سومین بار به محاصره درآمد؛ محاصره‌ای که دو ماه طول کشید.
با وجود این جنگ‌ها، بیلبائو در قرن نوزدهم و بیستم شکوفا شد و به مرکز اقتصادی کشور باسک بدل گشت. در این دوره، راه‌آهن برای نخستین‌بار به شهر رسید و بانک بیلبائو (که بعداً به بی‌بی‌وی‌ای تبدیل شد) و همچنین بورس بیلبائو تأسیس شدند. صنایع فولادسازی رشد چشمگیری یافتند و کارخانه‌هایی مانند سانتا آنا ده بولوئتا و آلتوس اورنوس ده بیسکایا در سال ۱۹۰۲ ساخته شدند. شهر با احداث خیابان‌ها و پیاده‌راه‌های نو، و همچنین ساختمان‌های تازه‌ای مانند ساختمان شهرداری بیلبائو، بیمارستان باسورتو و تئاتر آریاگا نوسازی شد. جمعیت شهر از ۱۱٬۰۰۰ نفر در سال ۱۸۸۰ به ۸۰٬۰۰۰ نفر در سال ۱۹۰۰ رسید. جنبش‌های اجتماعی نیز ظهور کردند، به‌ویژه ناسیونالیسم باسکی به رهبری سابینو آرانا، که در دهه‌های بعد به حزب ملی‌گرای باسک تبدیل شد.

#### جنگ داخلی و دیکتاتوری فرانکو

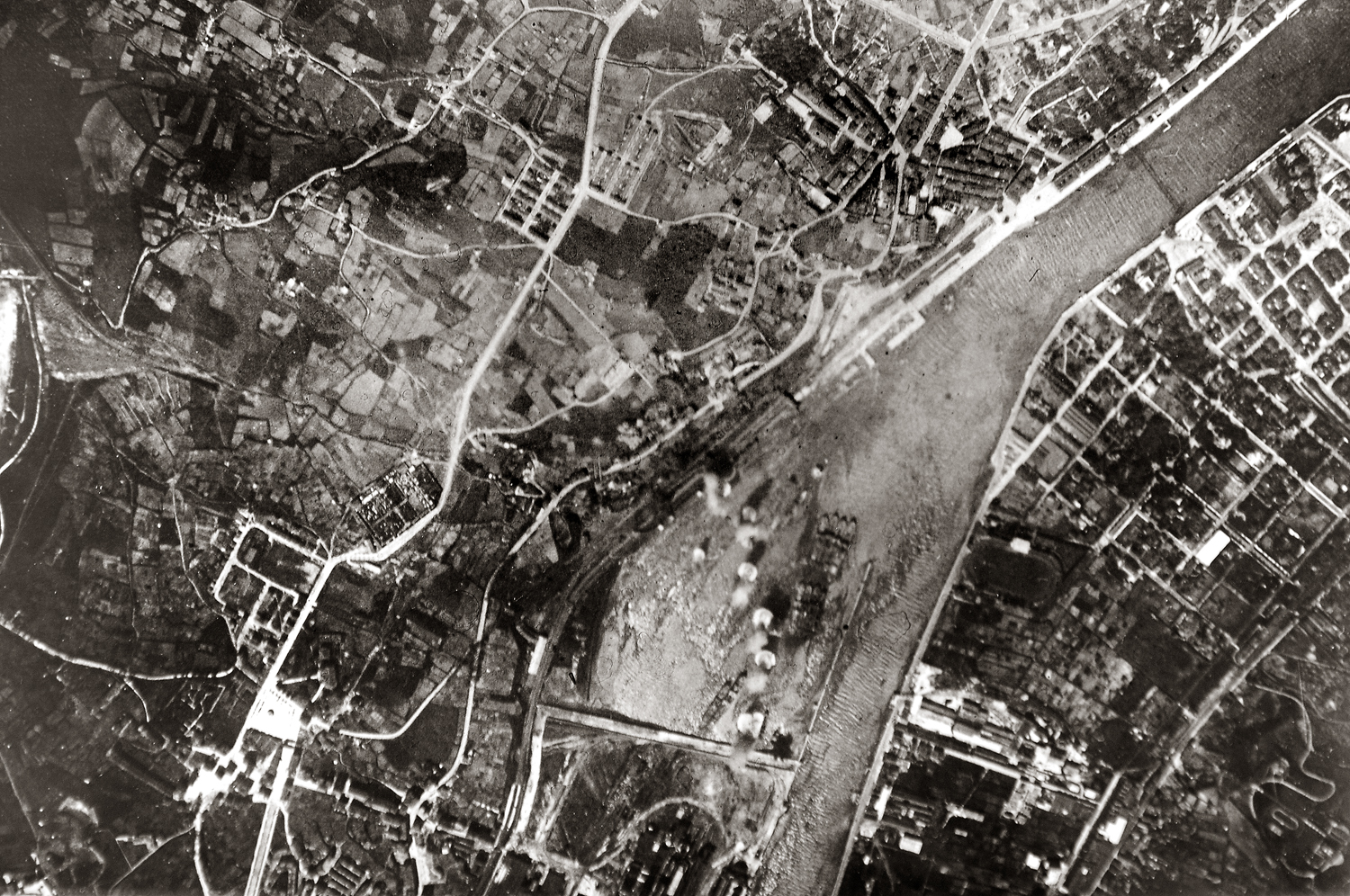
بمباران بندر بیلبائو در ۵ ژوئن ۱۹۳۷

جنگ داخلی اسپانیا در بیلبائو با چند شورش کوچک آغاز شد که توسط نیروهای جمهوری‌خواه سرکوب شدند. در ۳۱ اوت ۱۹۳۶، شهر برای نخستین بار بمباران شد، و در ماه‌های بعد چندین نوبت دیگر از سوی بمب‌افکن‌های ملی‌گرا هدف قرار گرفت. در سپتامبر، ملی‌گرایان اعلامیه‌هایی منتشر کردند که تهدید به بمباران بیشتر می‌کردند، و سرانجام در ۲۵ سپتامبر، هواپیماهای آلمانی هماهنگ با نیروهای فرانکو، دست‌کم صد بمب بر شهر ریختند. در مه ۱۹۳۷، ارتش ملی‌گرا شهر را به محاصره درآورد. نبرد تا ۱۹ ژوئن ادامه یافت؛ روزی که سرهنگ دوم پوتس مأمور شد همهٔ پل‌های روی خور را نابود کند و نیروهای تیپ پنجم شهر را از ارتفاعات مالماسین، پاگاساری و آرنوتگی تصرف کردند.
پس از پایان جنگ، بیلبائو روند توسعهٔ صنعتی خود را از سر گرفت و با رشد جمعیت همراه شد. در دههٔ ۱۹۴۰، بازسازی شهر آغاز شد و از پل‌ها شروع شد؛ تا سال ۱۹۴۸ نخستین پرواز تجاری از فرودگاه بیلبائو انجام شد. در دههٔ بعد، صنعت آهن دوباره رونق گرفت و به یکی از بخش‌های راهبردی اقتصاد اسپانیا در چارچوب مدل اقتصادی فرانکوییسم بدل شد. شهر پذیرای مهاجرانی از دیگر مناطق اسپانیا شد که به‌دنبال کار در صنایع آهن بودند. نیاز به مسکن از عرضه پیشی گرفت و کارگران در دامنهٔ تپه‌ها زاغه‌نشینی کردند. در همین بستر، نخستین جنبش‌های اجتماعی شکل گرفتند و اعتصاب در کشتی‌سازی «ائوسکالدونا» در سال ۱۹۴۷، نخستین اعتصاب در دوران دیکتاتوری فرانکو بود. در فضای سرکوب اجتماعی، در ۳۱ ژوئیه ۱۹۵۹، سازمان جدایی‌طلب اتا از دل جنبش‌های ملی‌گرای باسکی شکل گرفت. در دههٔ ۱۹۶۰، شهر شاهد اجرای چند طرح شهری بود، از جمله ساخت محله‌های جدید مانند اوچارکوآگا و بزرگراهی به‌سوی مرز فرانسه. در ژوئن ۱۹۶۸، دانشگاه بیلبائو به‌عنوان نخستین دانشگاه دولتی در شهر تأسیس شد که بعدها در دانشگاه کشور باسک ادغام گردید.

#### دموکراسی و نوسازی شهری

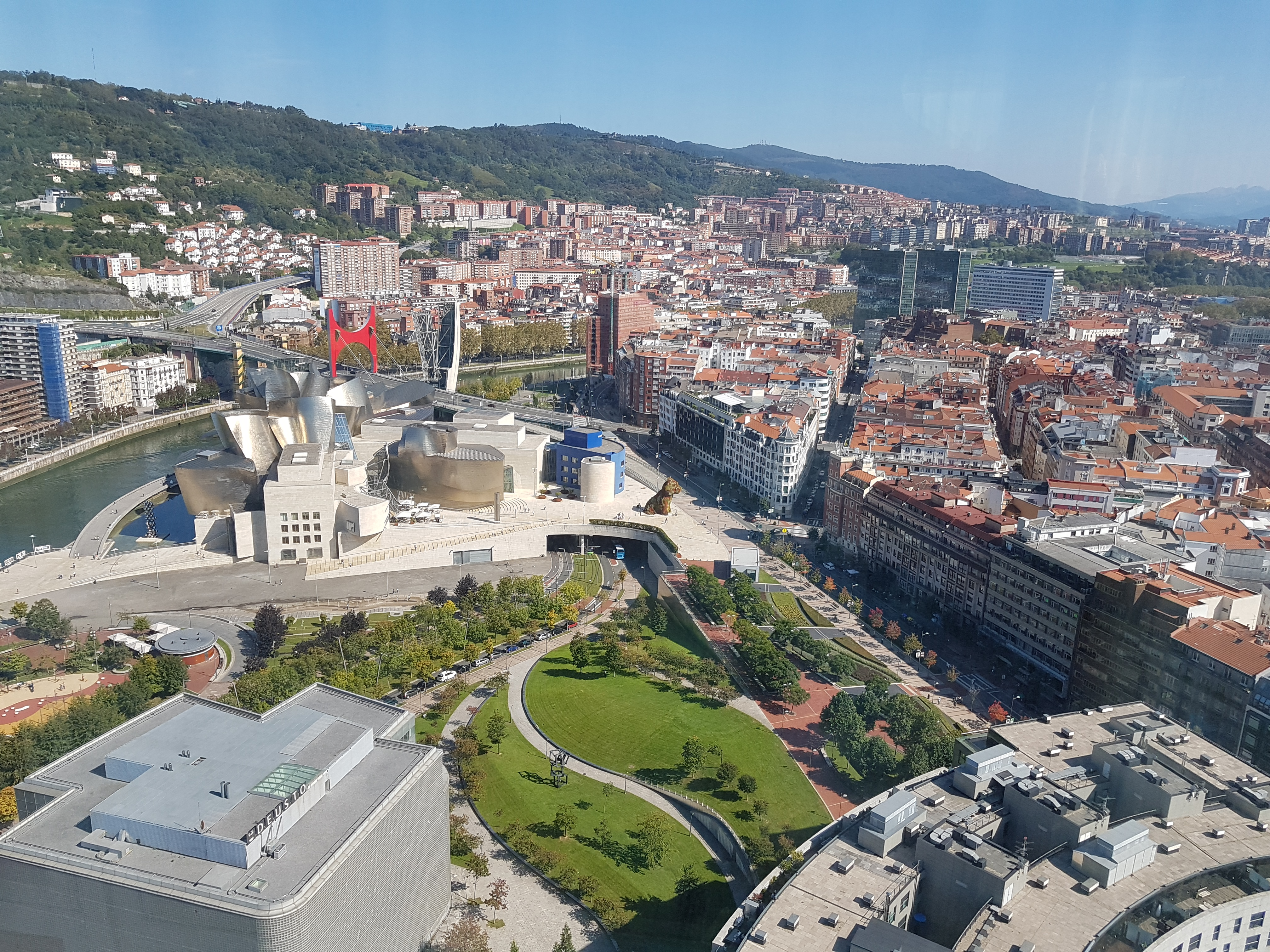
آبان‌دویبارا و موزه گوگنهایم بیلبائو از برج ایبردرولا

پس از پایان اسپانیای فرانکویی و استقرار پادشاهی مشروطه در روندی که در اسپانیا به نام گذار به دموکراسی شناخته می‌شود، بیلبائو بار دیگر توانست انتخابات دموکراتیک برگزار کند. در این دوره، ملی‌گرایان باسکی به قدرت رسیدند. با تصویب قانون خودمختاری کشور باسک در سال ۱۹۷۹، ویتوریا-گاستایس به‌عنوان مقر دولت و در نتیجه پایتخت عملی منطقهٔ خودمختار باسک انتخاب شد، هرچند بیلبائو از نظر جمعیت و قدرت اقتصادی بزرگ‌تر بود. در دههٔ ۱۹۸۰، عواملی چون مطالبات کارگری و ورود نیروی کار ارزان از خارج، منجر به یک بحران شدید صنعتی شد.
در ۲۶ اوت ۱۹۸۳، هم‌زمان با جشن‌های محلی موسوم به آسته ناگوسیا، در اثر بارش پیوسته، سطح آب خور تا پنج متر در برخی مناطق بالا آمد. این سیل دو نفر را کشت و خسارات سنگینی به زیرساخت‌های شهری وارد کرد. هزینهٔ اقتصادی کلی این حادثه به ۶۰٬۰۰۰ میلیون پزوتای اسپانیا (حدود ۳۶۰ میلیون یورو) رسید.
از اواسط دههٔ ۱۹۹۰، بیلبائو وارد فرایند غیرصنعتی‌سازی و گذار به اقتصاد خدماتی شد، فرایندی که با سرمایه‌گذاری در زیرساخت‌ها و نوسازی شهری همراه بود. این روند با گشایش موزه گوگنهایم بیلبائو آغاز شد (اثری موسوم به «اثر گوگنهایم»)، و با پروژه‌هایی مانند مرکز همایش و تالار کنسرت اوسکالدونا، زوبیسوری اثر سانتیاگو کالاتراوا، متروی بیلبائو طراحی‌شده توسط نورمن فاستر، تراموا بیلبائو، برج ایبردرولا و طرح توسعهٔ ساحل سوروسائوره ادامه یافت. نهادهای مختلفی مانند «بیلبائو متروپولی-۳۰» و «بیلبائو ریا ۲۰۰۰» برای نظارت بر این پروژه‌ها تشکیل شدند.

## جغرافیا

### موقعیت
بیلبائو در نزدیکی لبهٔ شمالی شبه‌جزیره ایبری و حدود ۱۶ کیلومتر (۹٫۹ مایل) از خلیج بیسکای فاصله دارد. این شهر مساحتی برابر با ۴۰٫۶۵ کیلومتر مربع (۱۵٫۷۰ مایل مربع) دارد که از این میان ۱۷٫۳۵ کیلومتر مربع (۶٫۷۰ مایل مربع) منطقهٔ شهری و ۲۳٫۳۰ کیلومتر مربع (۹٫۰۰ مایل مربع) مابقی شامل کوه‌های اطراف است. میانگین رسمی ارتفاع شهر ۱۹ متر (۶۲ فوت) است، هرچند اندازه‌گیری‌ها بین ۶ متر (۲۰ فوت) تا ۳۲ متر (۱۰۵ فوت) متغیرند. بیلبائو همچنین مرکز بخش کلان‌شهر بیلبائو به‌شمار می‌رود. این شهر از شمال با شهرداری‌های دریو، اچبارری، گالداکائو، لویو، سوندیکا و زامودیو، از غرب با آریگوریاگا و باسائوری، از جنوب با آلونسوتگی، و از شرق با باراکالدو و اران‌دیو هم‌مرز است.
بیلبائو در منطقهٔ پشتهٔ باسک قرار دارد، یعنی منطقهٔ گذار میان کوه‌های کانتابری و رشته‌کوه پیرنه. زمین‌شناسی این ناحیه عمدتاً شامل سنگ‌های دوران میانه‌زیستی مانند سنگ‌آهک، ماسه‌سنگ و مارن است که بر پایه‌ای دیرینه‌زیستی ته‌نشین شده‌اند. چین‌خوردگی‌های حاکم بر چشم‌انداز استان، عمدتاً در راستای شمال‌غربی-جنوب‌شرقی و غرب‌شمال‌غربی-شرق‌جنوب‌شرقی قرار دارند. اصلی‌ترین چین‌خوردگی، پادگنبد بیلبائو است که از الوریو تا گالدامس امتداد دارد. درون شهر بیلبائو دو چین‌خوردگی فرعی نیز وجود دارد: یکی در شمال‌شرق که شامل کوه‌های آرتشاندا، آوریل، باندراس، پیکوتا، سن برنابه و کابراس می‌شود؛ و دیگری در جنوب، شامل کوه‌های کوبتاس، رستالکو، پاگاساری و آراایث. بلندترین نقطهٔ شهرداری، کوه گانه‌تا با ارتفاع ۶۸۹ متر (۲٬۲۶۰ فوت) است و پس از آن، کوه پاگاساری با ارتفاع ۶۷۳ متر (۲٬۲۰۸ فوت) قرار دارد؛ هر دو در مرز با آلونسوتگی هستند.

## آب‌شناسی

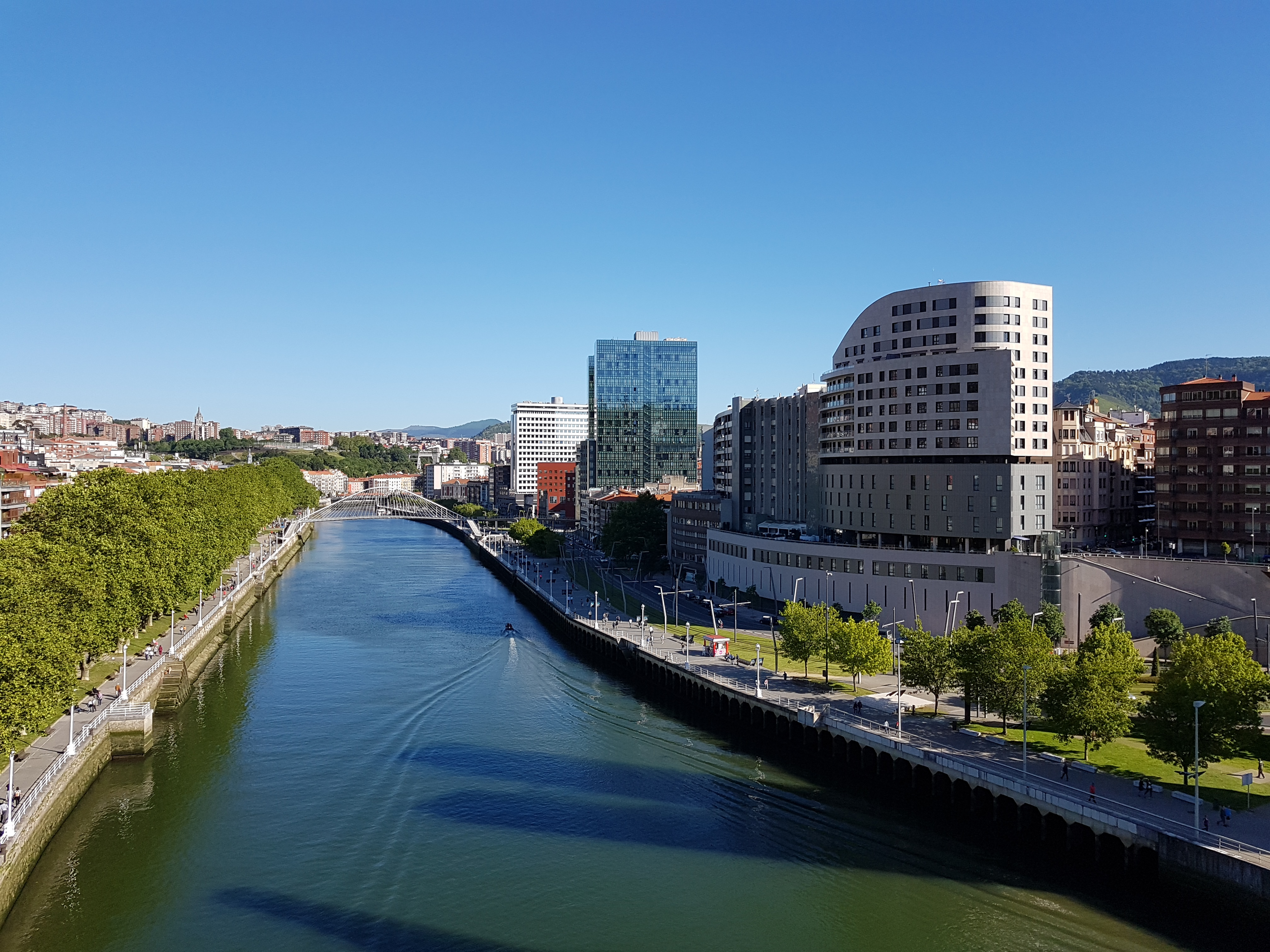
خور بیلبائو در شهر

سامانهٔ اصلی رودخانه‌ای بیلبائو در واقع شریان آب‌شناختی استان بیسکای نیز به‌شمار می‌آید. رودهای نروین و ایبایسابال در باسائوری به یکدیگر می‌پیوندند و خور مشترکی را شکل می‌دهند که با نام‌های گوناگونی چون «خور بیلبائو»، «خور نروین»، «خور ایبایسابال» یا «خور نروین-ایبایسابال» شناخته می‌شود. این خور به‌طول ۱۵ کیلومتر (۹٫۳ مایل) امتداد دارد و با دبی پایینی جریان دارد (میانگین دبی برابر با ۲۵ متر مکعب (۸۸۳ فوت مکعب) بر ثانیه است).
رود اصلی که به خور می‌ریزد، رود کاداگوا است که سرچشمه‌اش در درهٔ منا قرار دارد و حوضهٔ آب‌ریز آن ۶۴۲ کیلومتر مربع (۲۴۸ مایل مربع) است که بیشتر آن در استان هم‌جوار بورگوس واقع شده‌است. این رود همچنین مرز طبیعی میان بیلبائو و باراکالدو به‌شمار می‌آید.
این رود در طول زمان بارها دستخوش دخالت انسانی شده‌است، از جمله لای‌روبی بستر رود، ساخت اسکله در دو سوی خور، و به‌ویژه در کانال دئوسو؛ راه‌آب مصنوعی‌ای که میان سال‌های ۱۹۵۰ تا ۱۹۶۸ در ناحیهٔ دئوسو حفر شد تا به‌عنوان یک کانال جانبی، مسیر کشتی‌ها را هموارتر کرده و آن‌ها را از پیچ‌وخم‌های طبیعی خور بی‌نیاز سازد. این پروژه با ۴۰۰ متر باقی‌مانده متوقف شد و تصمیم گرفته شد که همان بخش به‌عنوان اسکله باقی بماند. با این حال، در سال ۲۰۰۷، طرحی برای ادامهٔ این کانال و تشکیل جزیرهٔ سوروثائوره به تصویب رسید.
دخالت‌های انسانی همچنین به کیفیت آب آسیب رسانده‌است؛ دهه‌ها دفع پسماند سمی باعث بروز بی‌اکسیژنی در آب شد که تقریباً همهٔ جانداران گیاهی و جانوری را از بین برد. اما در سال‌های اخیر، با ممنوعیت دفع زباله و باززایی طبیعی، این روند معکوس شده‌است. اکنون می‌توان گونه‌هایی چون جلبک، زبان‌ماهی، خرچنگ و پرندگان دریایی را مشاهده کرد، همچنین گاه‌گاهی در ماه‌های تابستان می‌توان شناگران را نیز در این خور دید.
خور بیلبائو همچنین به‌عنوان مرز طبیعی میان چند محله و ناحیه در درون شهر نیز عمل می‌کند. این خور هنگام ورود به محدودهٔ شهری از سمت غرب، نواحی بگونیا و ایبایوندو را از یکدیگر جدا می‌کند، سپس آباندو را از اوریبارری و در نهایت دئوسو را از باسورتو-ثوروثا جدا می‌سازد.

## آب‌وهوا

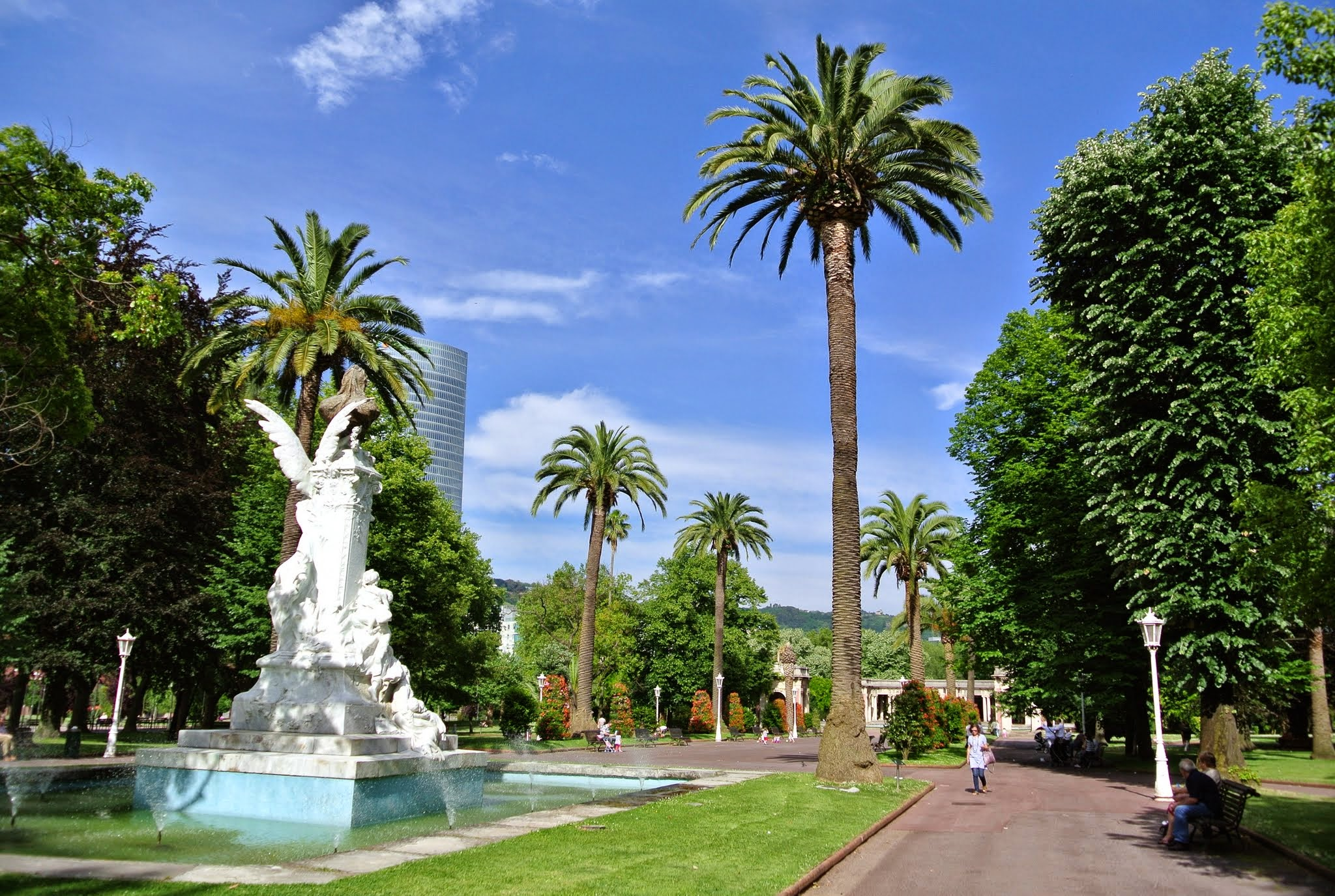
درختان نخل در روزی آفتابی در بیلبائو

نزدیکی بیلبائو به خلیج بیسکای، برای آن اقلیم اقیانوسی (Cfb) به‌همراه آورده‌است؛ به‌گونه‌ای که بارندگی در طول سال پراکنده است و تابستان خشک مشخصی وجود ندارد. بارندگی فراوان است و با توجه به عرض جغرافیایی و دینامیک جوّی، روزهای بارانی ۴۵٪ و روزهای ابری ۴۰٪ از کل سال را تشکیل می‌دهند. پربارش‌ترین فصل بین ماه‌های اکتبر تا آوریل است و نوامبر مرطوب‌ترین ماه سال به‌شمار می‌آید.
برف در بیلبائو رایج نیست، اگرچه بر فراز کوه‌های اطراف می‌توان آن را دید. برف‌باران در حدود ۱۰ روز در سال رخ می‌دهد که بیشتر در ماه‌های زمستانی است. بیلبائو نزدیک‌ترین شهر ساحلی اسپانیا به مرز اقلیم نیمه‌گرم‌سیری در امتداد اقیانوس اطلس است، با میانگین دمای روزانهٔ ماه اوت برابر با ۲۰٫۹ درجه سلسیوس (۶۹٫۶ درجه فارنهایت).
روندی از خشکی نسبی در تابستان مشاهده می‌شود، به‌طوری‌که در ماه ژوئیه تنها حدود ۵۰ میلیمتر (۲٫۰ اینچ) بارندگی ثبت می‌شود، اما این مقدار برای تعریف اقلیم مدیترانه‌ای کافی نیست.
نزدیکی به اقیانوس همچنین باعث می‌شود که دو فصل مشخص (تابستان و زمستان) دمایی نسبتاً ملایم داشته باشند و نوسانات حرارتی اندک باشد. دمای میانگین بیشینه در ماه‌های تابستان بین ۲۵ و ۲۶ درجه سلسیوس (۷۷٫۰ و ۷۸٫۸ درجه فارنهایت) و دمای میانگین کمینه در زمستان بین ۶ و ۷ درجه سلسیوس (۴۲٫۸ و ۴۴٫۶ درجه فارنهایت) متغیر است.
بیشینهٔ دمای ثبت‌شده در بیلبائو برابر با ۴۴٫۰ درجه سلسیوس (۱۱۱٫۲ درجه فارنهایت) در ۲۳ اوت ۲۰۲۳ و کمینهٔ دمای ثبت‌شده برابر با −۸٫۶ درجه سلسیوس (۱۶٫۵ درجه فارنهایت) در ۳ فوریهٔ ۱۹۶۳ است. بیشترین بارندگی ثبت‌شده در یک روز برابر با ۲۲۵٫۶ میلیمتر (۸٫۸۸ اینچ) بوده که در ۲۶ اوت ۱۹۸۳ روی داد و باعث سیل شدیدی توسط رود نروین شد.

## مترو
متروی بیلبائو در سال ۱۹۹۵ تأسیس شده و هم‌اکنون دارای ۲ خط و ۴۰ ایستگاه می‌باشد.

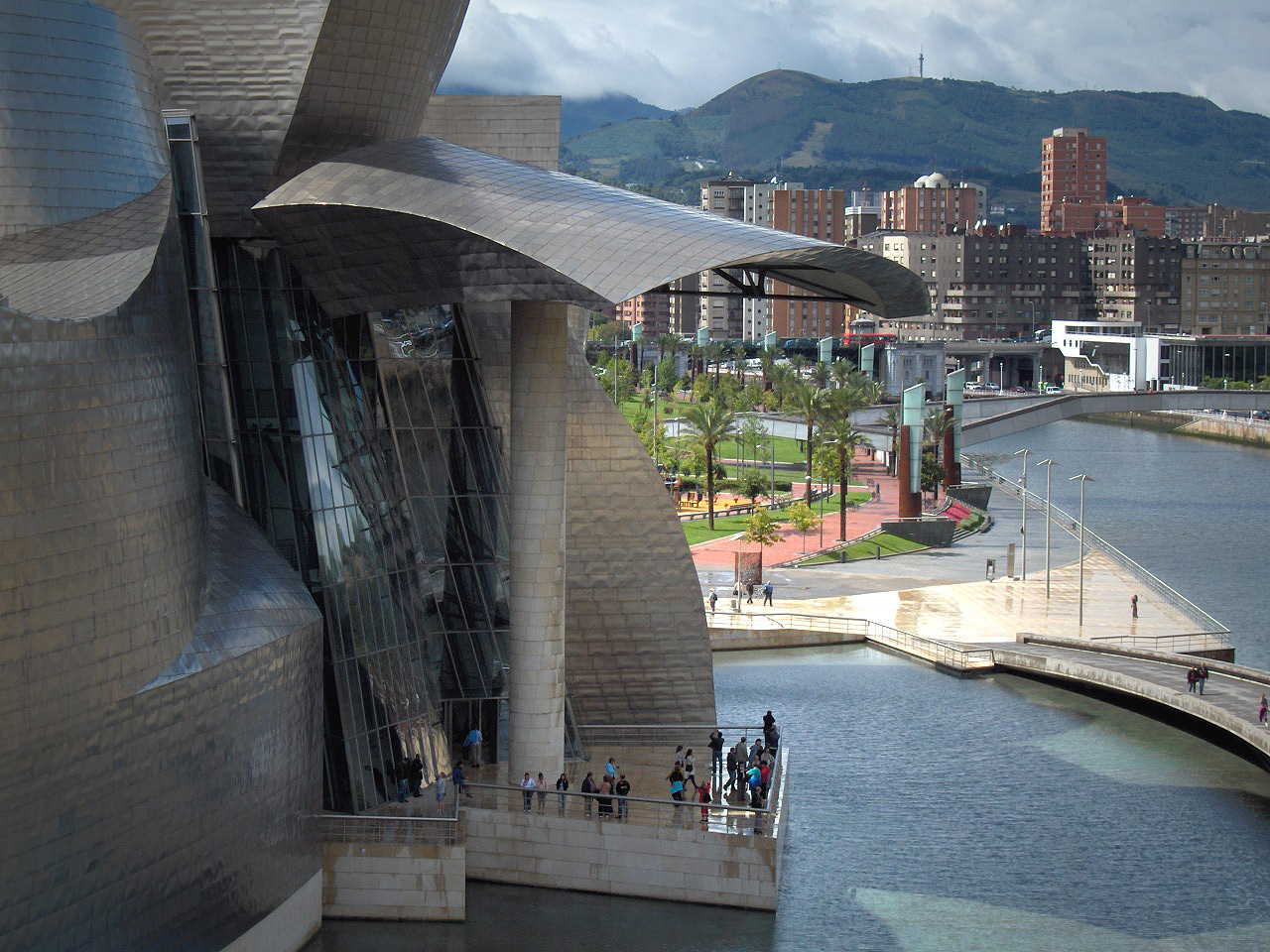
موزه گوگنهایم بیلبائو، اثر معمار آمریکایی فرانک گری

1. ↑  گومس پی‌نیه‌رو ۱۹۷۹: ص. ۱۶۹
2. 1 2
3. ↑  "Proyectos de Bilbao". El Correo.
4. ↑  "El nacionalismo vasco en la historia del Athletic Club de Bilbao".
5. ↑  "Bilbao, un ejemplo urbanístico para el mundo".
6. ↑  "Iñaki Azkuna, Mayor of Bilbao, Spain awarded the 2012 World Mayor Prize".
7. ↑  "Bilbao, elegida Mejor Ciudad Europea 2018". Eitb. {{cite web}}: Missing or empty |url= (help)
8. ↑  "Euskal Onomastikaren Datutegia" (به باسکی). Euskaltzaindia. Archived from the original on 30 July 2009. Retrieved 7 October 2010.
9. ↑  Dueñas Beraiz, Germán (2001). "La producción de armas blancas en Bilbao durante el Siglo XVI". Gladius XXI. Archived from the original on 24 January 2009. Retrieved 19 July 2008.
10. ↑  Edelman, Charles (2004). Shakespeare's military language. A&C Black. ISBN 9780826477774. Archived from the original on 17 February 2022. Retrieved 10 April 2011.
11. ↑  Beascoechea 1999: 138
12. ↑  Chisholm, Hugh, ed. (1911). "Bilbo" . Encyclopædia Britannica (به انگلیسی). Vol. 3 (11th ed.). Cambridge University Press. p. 931.
13. ↑  Historia de Vizcaya a través de la prensa, Volume 2
14. 1 2  Quiroga 2001: 41
15. ↑  Tusell 2004: 22.
16. ↑  Adeliño Ortega, Charo. "Carta Puebla" (PDF). Bilbao 700. p. 6. Archived from the original (PDF) on 24 July 2008. Retrieved 18 July 2008.
17. ↑  Iñaki Azkuna (February 2007).  Bilbao City Council (ed.). "Al mayor Robles" (PDF). Bilbao Newspaper. Archived from the original (PDF) on 2015-09-23. Retrieved 19 July 2008.
18. ↑  برای نمونه‌های کاربرد این واژه در منابع روزنامه‌نگاری بنگرید به: نمایشگاهی از آثار هنرمند bilbotarra ماوی رِوئِلتا (زن)، رستوران باسکی در شانگهای به‌دست یک مرد bilbotarra و جشنواره فیلم فانتزی، bilbotarras را ترساند[پیوند مرده].
19. ↑  Gómez Pérez, Josu (9 September 2005).  euskonews.com (ed.). "The botxo: Etymology of a name of Bilbao". Archived from the original on 2 October 2008. Retrieved 25 July 2008.
20. ↑  Olmo (2 January 2007).  El Correo Español (ed.). "Cazando Bilbao". Archived from the original on 22 January 2009. Retrieved 25 July 2008.
21. ↑  GUIARD LARRAURI, Teófilo y RODRÍGUEZ HERRERO, Ángel: Historia de la Noble Villa de Bilbao. Editorial La Gran Enciclopedia Vasca, 1971. pag. 8
22. ↑  AZPIAZU CANIVELL; Mª Dolores.  euskonews.com (ed.). "La Sociedad El Sitio. Más de 130 años de liberalismo bilbaíno". Archived from the original on 17 June 2006. Retrieved 3 December 2008.
23. ↑  راهنمای اطلاعات شهرداری‌ها. شورای استانی بیسکای
24. ↑  Basas, Manuel. Bilbao - Escudo de la Villa [بیلبائو: نشان رسمی شهر] (PDF) (به اسپانیایی). Bilbao. p. 6.
25. ↑  «پرچمی از پدران ما» بایگانی‌شده  در ۶ مه ۲۰۰۹ توسط Wayback Machine "El Correo".
26. ↑  پرچم دریایی بیلبائو. شهر این پرچم را که در ۱۸۴۵ برای کشتی‌های بازرگانی طراحی شده بود، پذیرفت، اما شورای شهر آن را به‌طور رسمی تصویب نکرد. بایگانی‌شده  در ۶ مه ۲۰۰۹ توسط Wayback Machine "El Correo".
27. ↑  Asociación de Periodistas de Vizcaya. "Crónica de siete siglos" (PDF). Bilbao 700. p. 24. Archived from the original (PDF) on 24 July 2008. Retrieved 17 July 2008.
28. 1 2 3  Sánchez-Beascoetxea 2006: 28
29. ↑  Gómez Piñeiro 1979: 96
30. ↑  Tussel Gómez 2004: 19
31. ↑  MONTERO, Manuel. p. 11.
32. ↑  "Brief History of the City (in Spanish)". Archived from the original on 23 September 2015. Retrieved 17 August 2018.
33. ↑  (Beascoechea Madina 1999، ص. 199)
34. ↑  Tussel Gómez 2004: 26
35. ↑  Beascoechea 1999: 104
36. ↑  "Un día perfecto en Bermeo y Gernika". Bilbaoport.es. Archived from the original on 23 September 2008. Retrieved 17 September 2008.
37. ↑  Zabala Uriarte, Aingeru (17 September 2008). "Crónica de siete siglos" (PDF). Bilbao 700: 40. Archived from the original (PDF) on 24 July 2008. Retrieved 17 August 2018.
38. ↑  گوندارا، خوان (ژانویهٔ ۲۰۰۷). «بیمارستان‌های نظامی و غیرنظامی بیلبائو در جریان جنگ استقلال» (PDF). شهرداری بیلبائو. بایگانی‌شده از اصلی (PDF) در ۲۴ ژانویه ۲۰۰۹. دریافت‌شده در ۱۵ اکتبر ۲۰۰۸.
39. ↑  Quiroga 2001: 68
40. ↑  (Sánchez-Beaskoetxea 2006، ص. 42)
41. 1 2  (Sánchez-Beaskoetxea 2006، ص. 44)
42. ↑  مونترو، مانوئل. «وقایع‌نگاری هفت‌سده‌ای» (PDF). بیلبائو ۷۰۰. ص. ۴۸. بایگانی‌شده از اصلی (PDF) در ۲۴ ژوئیه ۲۰۰۸. دریافت‌شده در ۱۵ اکتبر ۲۰۰۸. از پارامتر ناشناخته |وضعیت پیوند= صرف‌نظر شد (کمک)
43. ↑  Quiroga 2001: 84
44. ↑  Sánchez-Beaskoetxea 2006: 48
45. ↑  Tussel 2004: 187
46. 1 2 3  Quiroga 2001: 96
47. ↑  Tussel 2004: 194
48. ↑  ریدروخو، کارملو (۱ سپتامبر ۱۹۸۳). «۳۴ کشته در باسک، ۴ نفر در کانتابریا و ۱ نفر در بورگوس؛ برآورد اولیه». ال‌پائیس. بایگانی‌شده از اصلی در ۱۱ نوامبر ۲۰۱۱. دریافت‌شده در ۸ دسامبر ۲۰۰۹.
49. ↑  «بازیگران روند احیای بیلبائو». BM30. بایگانی‌شده از اصلی در ۲۰ ژوئیه ۲۰۱۱. دریافت‌شده در ۱۶ اکتبر ۲۰۰۸.
50. ↑  «بیلبائو ریا ۲۰۰۰ چیست؟». Bilbao Ría 2000. بایگانی‌شده از اصلی در ۲۵ ژوئیه ۲۰۱۱. دریافت‌شده در ۱۵ اکتبر ۲۰۰۸.
51. ↑  Montero 1998: 37.
52. ↑  «مساحت، جمعیت و تراکم جمعیتی بر پایهٔ مناطق. ۲۰۰۷» (PDF). شورای شهر بیلبائو. ۲۰۰۷. بایگانی‌شده از اصلی (PDF) در ۲۴ ژانویه ۲۰۰۹. دریافت‌شده در ۱۹ ژوئیه ۲۰۰۸.
53. ↑  Gómez Piñeiro 1979: 35
54. 1 2 3  Gómez Piñeiro 1979: 38
55. ↑  «نقشهٔ خیابانی بیلبائو» (PDF). شورای شهر بیلبائو. بایگانی‌شده از اصلی (PDF) در ۱ ژوئن ۲۰۱۰. دریافت‌شده در ۷ اکتبر ۲۰۱۰.
56. ↑  Orive، Emma؛ Rallo، Ana (اکتبر ۲۰۰۲). «Ríos de Bizkaia». Diputación Foral de Bizkaia: Instituto de Estudios Territoriales de Bizkaia. بایگانی‌شده از اصلی در ۲۳ ژانویه ۲۰۰۹. دریافت‌شده در ۲۴ ژوئیه ۲۰۰۸. از پارامتر ناشناخته |وضعیت پیوند= صرف‌نظر شد (کمک)
57. 1 2  Saiz Salinas، José I. «Bioindicadores de recuperación en la Ría de Bilbao». euskonews.com. بایگانی‌شده از اصلی در ۱۹ ژوئن ۲۰۰۸. دریافت‌شده در ۲۵ ژوئیه ۲۰۰۸. از پارامتر ناشناخته |وضعیت پیوند= صرف‌نظر شد (کمک)
58. ↑  گومس پینیرو ۱۹۷۹: ۷۷
59. ↑  اوریارته، ایناکی (مارس ۲۰۰۶). «La ría y el canal de Deustu» (PDF). Periódico Bilbao. بایگانی‌شده از اصلی (PDF) در ۲۴ ژانویه ۲۰۰۹. دریافت‌شده در ۲۵ ژوئیه ۲۰۰۸.
60. ↑  سانتوس سابراس ۱۹۹۸: ۶۰
61. ↑  «Las obras de urbanización de Zorrozaurre...». دیئا. ۵ اکتبر ۲۰۰۷. بایگانی‌شده از اصلی در ۲۲ فوریه ۲۰۰۸. دریافت‌شده در ۳۱ اکتبر ۲۰۰۷.
62. ↑  «Vuelve la vida a la Ría de Bilbao». bajoelagua.com. ۷ فوریه ۲۰۰۶. بایگانی‌شده از اصلی در ۸ سپتامبر ۲۰۰۸. دریافت‌شده در ۲۵ ژوئیه ۲۰۰۸. از پارامتر ناشناخته |وضعیت پیوند= صرف‌نظر شد (کمک)
63. ↑  «La regeneración natural de la ría de Bilbao...». ال پایس. ۲۲ ژانویه ۲۰۰۶. بایگانی‌شده از اصلی در ۱۱ نوامبر ۲۰۱۱. دریافت‌شده در ۲۵ ژوئیه ۲۰۰۸.
64. ↑  «La ría recupera los bañistas». ال کوره‌ئو. ۲ ژوئیه ۲۰۱۰. بایگانی‌شده از اصلی در ۱۰ اکتبر ۲۰۱۰. دریافت‌شده در ۷ اکتبر ۲۰۱۰.
65. ↑  گومس پینیرو ۱۹۷۹: ۶۵
66. ↑  گومس پینیرو ۱۹۷۹: ۷۰
67. 1 2  «Standard climate values for Bilbao». Aemet.es. بایگانی‌شده از اصلی در ۲۳ ژوئیه ۲۰۱۵. دریافت‌شده در ۲۳ ژوئیه ۲۰۱۵.
68. ↑  «City Council climate information». شورای شهر بیلبائو. بایگانی‌شده از اصلی در ۱۷ دسامبر ۲۰۱۰. دریافت‌شده در ۷ اکتبر ۲۰۱۰.